# Kadhi
Le plat nommé kadhi, ou karhi, est un curry de yaourt indien. Il se compose d'une sauce épaisse à base de farine de pois chiche et contient des beignets de légumes appelés pakora. On y ajoute du yaourt pour lui donner un goût un peu aigre. Il est souvent mangé avec du riz bouilli ou du roti.